# 뭄바톤

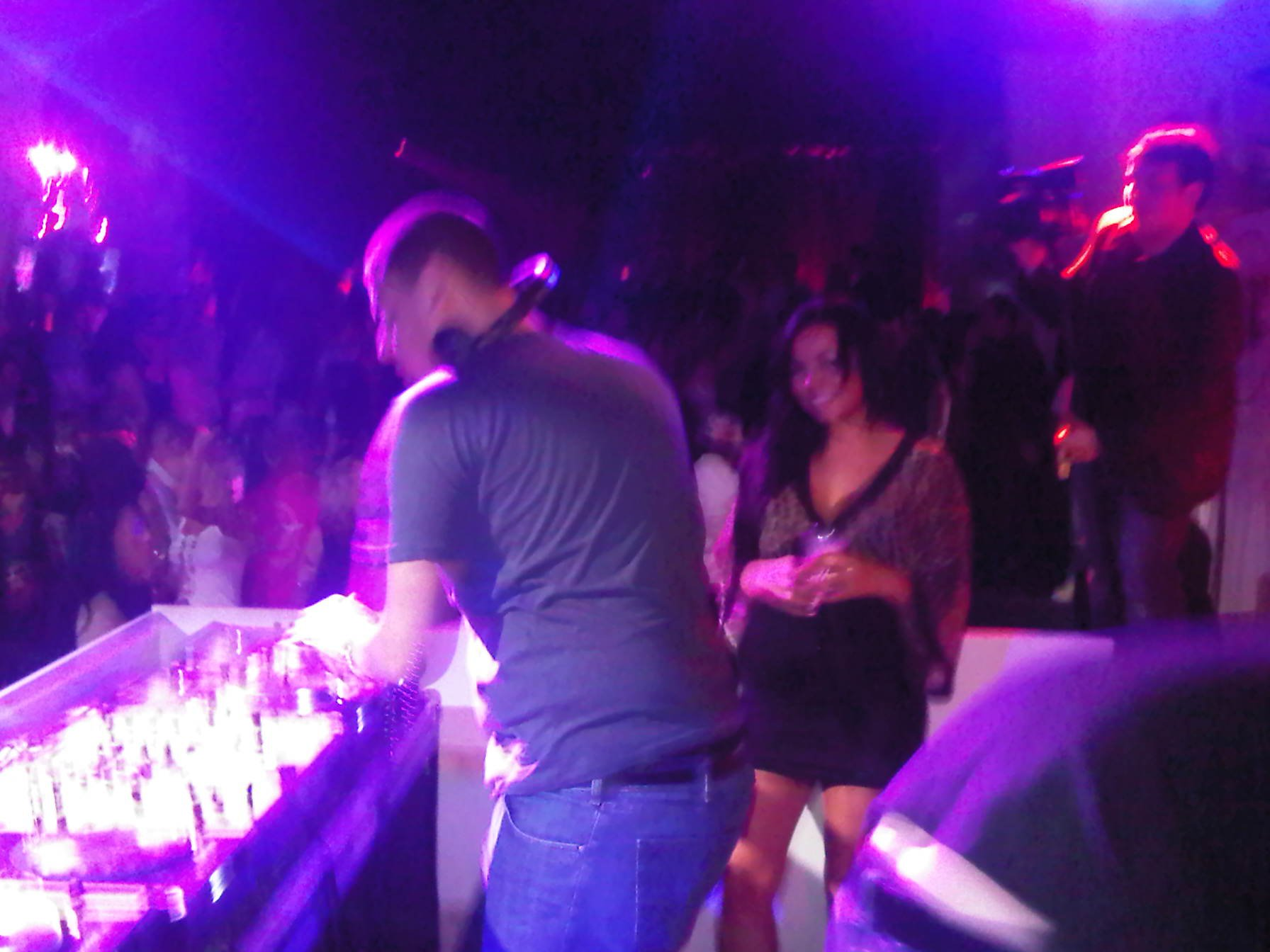

뭄바톤(Moombahton)은 하우스 음악과 푸에르토리코에서 시작된 레게톤을 혼합한 장르로, 베이스(bass) 라인이 굵으며 극적으로 진행되는 곡 구성을 특징으로 한다. 2009년 11월, 미국의 DJ 데이브 나다(Dave Nada)가 사촌동생의 집에서 열린 파티에서 이미 재생되고 있던 바차타와 레게톤 위에 아프로잭의 리믹스 버전 〈Moombah!〉를 108 BPM으로 내려 튼 것이 뭄바톤의 시초였다. 그는 〈Moombah!〉를 다 튼 뒤 시드니 샘슨의 〈Riverside〉로도 똑같이 해 보았고, 큰 호응을 얻었다. 그는 이 새로운 장르의 곡을 ‘Moombah!’와 ‘레게톤’의 합성어인 ‘뭄바톤’이라 불렀으며, 뭄바톤은 불과 한 해 만에 세계적 유행으로 접어들었다.
대한민국에서 뭄바톤을 결합한 곡으로는 더보이즈의 <No air> 방탄소년단의 〈피 땀 눈물〉, 카드의 〈Oh NaNa〉, 〈Don't Recall〉, 〈RUMOR〉, 히치하이커의 〈NADA〉, 여자친구의 〈열대야 (Fever)〉, (여자)아이들의 〈LATATA〉, 아이즈원 〈환상동화〉, 비투비 포유의〈show your love 〉가 있다.

## 유튜브 예시
IZ*ONE - 환상동화 - 유튜브

JSTJR - Papi - 유튜브

Dreamcatcher - BOCA - 유튜브

## 하위 장르
- 뭄바코어(Moombahcore): 뭄바톤이 덥스텝의 영향을 받은 장르.